# 宇宙の戦士 (アニメ)
『宇宙の戦士』（うちゅうのせんし）は、1988年にサンライズとバンダイビジュアルによって制作・販売されたSFアニメ。ロバート・A・ハインラインのSF小説『宇宙の戦士』のOVA化作品である。

## 概要
1977年にハヤカワ文庫から文庫版『宇宙の戦士』が発売され、表紙画にはスタジオぬえの宮武一貴によってデザインされたパワードスーツが加藤直之によって描かれた。小説家の高千穂遙はこの作品をSF小説の見本としてサンライズの企画部長に薦め、1979年放送のテレビアニメ『機動戦士ガンダム』を誕生させるためのヒントを与えることになった。
その後、高千穂が『宇宙の戦士』映像化権の取得を進言して、サンライズが「北米での非公開」という条件付きで取得し、1988年にアニメ化が実現する。スタジオぬえからは宮武が参加し、パワードスーツや輸送船ロジャー・ヤングのリファインを行った。
「遠未来における地球人類と異星生物の宇宙戦争」という原作の概要は踏襲されているが、「軍事に貢献することによって参政権を得られる」などの設定は用いられず、『トップガン』のような「軍隊における青春物語」としての性質が色濃いことから、その意味では翻案作品となっている。また、ニューブエノスアイレスが異星生命体の攻撃によって壊滅し、全面戦争が始まったという展開は同じであるが、なぜ戦うのかというような哲学が語られることもなく、普通の高校生だった主人公が兵士として成長する過程が描かれている。
発売後、1991年1月11日から同年2月15日までテレビ東京でのテレビ放送も行なわれた。放送時間は毎週金曜 18:30 - 19:00 （日本標準時）。

## あらすじ
ごく普通の高校生だったジョニー・リコは、卒業と共に憧れの同級生カルメンシータが軍に入る事を聞き、自身もまた志願を決意する。親友カールから地球連邦が未知の異星生命体と交戦状態にある事を知らされるも決意は強まるばかりで、リコは両親に別れを告げて軍へ入隊。訓練過程で除隊する仲間や、たとえ友軍を救っても命令違反では称賛されない事、そして母の死などの現実に直面しながらも兵士として鍛えられていくリコは、小隊長としての模擬戦闘訓練中に図らずも敵異星生命体と交戦、初めての実戦を経験、戦友を失いながらも正式な軍人として認められる。しかし軍と民間の温度差、海軍との軋轢を経て、再会したカルメンシータと交流を深めた矢先、彼女の乗艦が敵異星生命体の船と激突して轟沈してしまう。その結果判明した敵の拠点クレンダツウ星へと降下したリコは、戦死する仲間たちや、敵も自分たち同様に生きているという事実を突きつけられ、やがて自分は生きるために戦うのだという答えにたどり着く。激戦を終えて帰還の途についたリコは、軍病院で、戦死したと思われていたカルメンシータと再会。ずっと伝えられずにいた彼女への想いを口にして、物語は幕を閉じる。

## キャスト
| - ジュアン・リコ（通称“ジョニー”）（声 - 松本保典） - カルメンシータ（声 - 佐久間レイ） - エミリオ・リコ（声 - 小川真司） - マリア・リコ（声 - 弥永和子） - ズイム軍曹（声 - 神谷明） - グレック・パタースン（声 - 鈴置洋孝） - スミス・アルファード（声 - 井上和彦） - トーマス・アズマ（声 - 池田秀一） | - パット・ライビー（声 - 速水奨） - カール・マッギネス（声 - 三ツ矢雄二） - セオドア・C・ヘンドリック（声 - 曽我部和恭） - クレア伍長（声 - 島津冴子） - ダン軍曹（声 - 広森信吾） - フランケル大尉（声 - 西村知道） - デラドリア艦長（声 - 土井美加） - セルゲイ・チェレンコフ（声 - 安西正弘） |

## スタッフ
- 原作 - ロバート・A・ハインライン
- 監督 - アミノテツロー
- ストーリー構成 - 伊東恒久
- キャラクターデザイン - 稲野義信
- メカニカルデザイン - 宮武一貴（スタジオぬえ）
- 音楽 - 難波弘之

## 主題歌
「BELIEVE」
作詞 - リンダ・ヘンリック / 作曲・歌 - つのだ☆ひろ
第1巻と第6話のオープニングテーマ、第2巻のエンディングテーマとして使用。
「WE CAN MAKE IT」
作詞 - リンダ・ヘンリック / 作曲・歌 - つのだ☆ひろ / 編曲 - 乾裕樹
第2巻と第5話のオープニングテーマ、第1話と第6話のエンディングテーマとして使用。
「STEP BY STEP」
作詞 - リンダ・ヘンリック / 作曲 - 難波弘之 / 歌 - 本城未沙子
第2話と第5話のエンディングテーマ、第1話と第6話の挿入歌として使用。
「CRAZY LOVE」
作詞 - リンダ・ヘンリック / 作曲 - 茂村泰彦 / 歌 - 茂村泰彦、ジャッキー
挿入歌として使用。
「MAY BE TOMORROW」
作詞 - リンダ・ヘンリック / 作曲 - 茂村泰彦 / 歌 - 茂村泰彦、ジャッキー
挿入歌として使用。

## 各話リスト
- 「宇宙の戦士 Vol.1」（1988年10月25日販売）
  - 第1話「ジョニー」
  - 第2話「ヘンドリック」
- 「宇宙の戦士 Vol.2」（1988年11月25日販売）
  - 第3話「マリア」
  - 第4話「グレック」
- 「宇宙の戦士 Vol.3」（1988年12月17日販売）
  - 第5話「チェレンコフ」
  - 第6話「カルメンシータ」